# كوميكو واتانابي
كوميكو واتانابي (渡辺久美子 واتانابي كوميكو) هي مؤدية أصوات يابانية ولدت في 7 أكتوبر 1965 في مقاطعة تشيبا.

## أدوارها في الأنمي

### مسلسلات أنمي تلفزيونية
- كيرو - الرقيب كيرورو
- إينوياشا - شيبّو
- إينوياشا فصل الخاتمة - شيبّو
- سابق ولاحق - طير
- سابق ولاحق ماكس - عين
- ون بيس - فوكورو
- شانغري-لا - كلاريس
- ترن أ جاندام - فران دول
- ميجامان محارب النت - توري
- بلانيتيس - كلير روندو
- أن-غو - فوميهيكو ساسا
- أبطال الديحيتال الجزء الرابع - رامي
- موكا موكا - ويبا
- شامان كينج - موسكي (أيام الطفولة)
- ووركينغ!! - كيوكو شيرافوجي
- ووركينغ'!! - كيوكو شيرافوجي
- ووركينغ!!! - كيوكو شيرافوجي
- بوكيمون - شقيق سيسي

### أفلام أنمي
- إينوياشا: مشاعر تتخطى الزمان - شيبّو
- إينوياشا: قلعة الخيال داخل المرآة - شيبّو
- إينوياشا: سيف السيطرة على العالم - شيبّو
- إينوياشا: جزيرة هوراي القرمزية - شيبّو

## أدوارها في ألعاب الفيديو
- تيلز أوف فيسبيريا - كارول كابيل
- كيرورو آر بي جي: الفارس والمحارب والقرصان الأسطوري - الرقيب كيرورو

## وصلات خارجية
- كوميكو واتانابي على موقع IMDb (الإنجليزية)
- كوميكو واتانابي على موقع ميوزك برينز (الإنجليزية)
- كوميكو واتانابي على موقع قاعدة بيانات الفيلم (الإنجليزية)
- كوميكو واتانابي على موقع ANN person (الإنجليزية)

مدونة كوميكو واتانابي الرسمية  (جوال)